# Pentatlo moderno nos Jogos Pan-Americanos de 2023
As competições do pentatlo moderno nos Jogos Pan-Americanos de 2023 em Santiago, no Chile, foram realizadas de 21 a 27 de outubro de 2023 na Escola Militar, em Las Condes. No total, cinco provas por medalhas foram disputadas, composta de dois eventos individuais, um por gênero, além de outros três de revezamento (masculino, feminino e misto).
Os dois melhores atletas da América do Norte e da América do Sul nas provas individuais, juntamente ao melhores pentatletas de cada gênero ainda não classificados conquistaram vagas para os Jogos Olímpicos de 2024, em Paris.

## Qualificação
Um total de 66 pentatletas poderiam se qualificar para competir. Cada CON poderia inscrever até seis atletas (três por gênero), exceto os vencedores dos eventos individuais dos Jogos Pan-Americanos Júnior de 2021 que conquistaram vagas prévias. As vagas foram distribuídas por dois torneios classificatórios. O país-anfitrião, Chile, classificou automaticamente quatro competidores (dois por gênero). 
As vagas restantes foram distribuídas durante o Campeonato Pan-Americano de 2022, com o mínimo de um e o máximo de três atletas por gênero por CON.

## Nações participantes
Um total de 14 CONs qualificaram pentatletas em pelo menos uma das modalidades, com o número de competidores representado entre parênteses.
- ARG Argentina (6)
- BOL Bolívia (4)
- BRA Brasil (6)
- CAN Canadá (5)
- CHI Chile (4)
- CUB Cuba (5)
- ECU Equador (6)
- EAI Equipe de Atletas Independentes (6)
- USA Estados Unidos (5)
- MEX México (7)
- PER Peru (3)
- DOM República Dominicana (4)
- URU Uruguai (2)
- VEN Venezuela (3)

## Medalhistas
Masculino
| Evento               | Ouro                                          | Prata                                            | Bronze                                    |
| -------------------- | --------------------------------------------- | ------------------------------------------------ | ----------------------------------------- |
| Individual detalhes  | Emiliano Hernández MEX México                 | Duilio Carrillo MEX México                       | Andrés Torres ECU Equador                 |
| Revezamento detalhes | Emiliano Hernández Duilio Carrillo MEX México | Tristen Bell Brendan Anderson USA Estados Unidos | Bayardo Naranjo Andrés Torres ECU Equador |

Feminino
| Evento               | Ouro                                     | Prata                                                               | Bronze                                               |
| -------------------- | ---------------------------------------- | ------------------------------------------------------------------- | ---------------------------------------------------- |
| Individual detalhes  | Mayan Oliver MEX México                  | Catherine Oliver MEX México                                         | Sophia Hernández EAI Equipe de Atletas Independentes |
| Revezamento detalhes | Catherine Oliver Mayan Oliver MEX México | Paula Valencia Sophia Hernández EAI Equipe de Atletas Independentes | Kelly Fitzsimmons Devan Wiebe CAN Canadá             |

Misto
| Evento               | Ouro                                  | Prata                                 | Bronze                                            |
| -------------------- | ------------------------------------- | ------------------------------------- | ------------------------------------------------- |
| Revezamento detalhes | Tamara Vega Manuel Padilla MEX México | Sol Naranjo Andrés Torres ECU Equador | Jessica Davis Brendan Anderson USA Estados Unidos |

## Quadro de medalhas
| Ordem | País                                | Medalha de ouro | Medalha de prata | Medalha de bronze |    |
| ----- | ----------------------------------- | --------------- | ---------------- | ----------------- | -- |
| 1     | MEX México                          | 5               | 2                |                   | 7  |
| 2     | ECU Equador                         |                 | 1                | 2                 | 3  |
| 3     | EAI Equipe de Atletas Independentes |                 | 1                | 1                 | 2  |
|       | USA Estados Unidos                  |                 | 1                | 1                 | 2  |
| 5     | CAN Canadá                          |                 |                  | 1                 | 1  |
| TOTAL | TOTAL                               | 5               | 5                | 5                 | 15 |